# Chiesa cattolica in Senegal

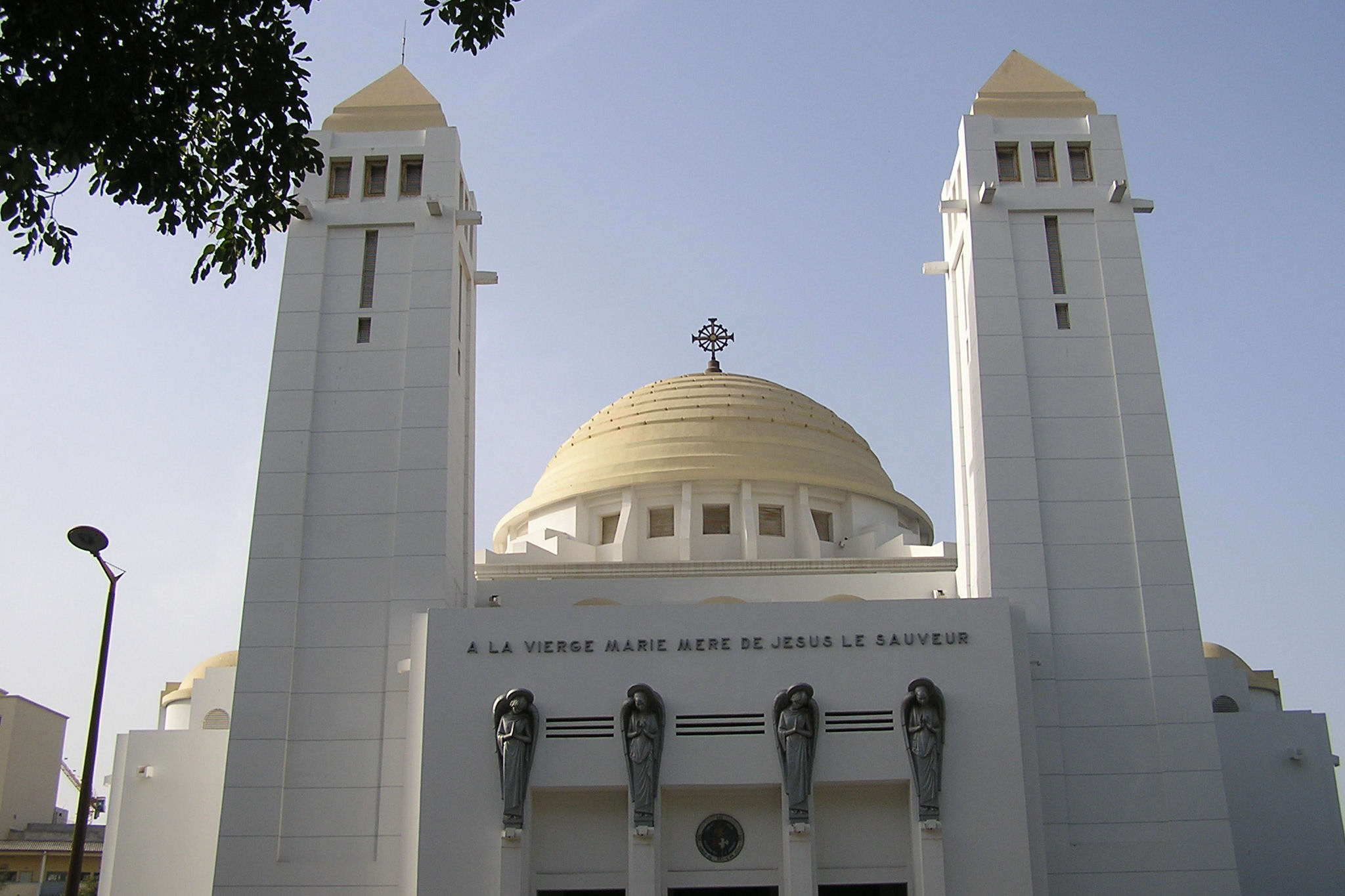
La cattedrale di Dakar

La Chiesa cattolica in Senegal è parte della Chiesa cattolica universale in comunione con il vescovo di Roma, il papa.

## Storia
La prima evangelizzazione del Senegal inizia già nel XV secolo ad opera di alcuni sacerdoti portoghesi. Solo nel 1841 è l'erezione del vicariato apostolico delle Due Guinee (oggi arcidiocesi di Brazzaville) da cui dipende anche il Senegal. Nel 1862 nasce il vicariato apostolico di Senegambia. Nel 1992 papa Giovanni Paolo II compie la visita pastorale alla Chiesa cattolica del Senegal.

## Organizzazione territoriale
La Chiesa cattolica è presente sul territorio con 1 sede metropolitana ed 6 diocesi suffraganee:
- Arcidiocesi di Dakar
  - Diocesi di Kaolack
  - Diocesi di Kolda
  - Diocesi di Saint-Louis du Sénégal
  - Diocesi di Tambacounda
  - Diocesi di Thiès
  - Diocesi di Ziguinchor

## Statistiche
Alla fine del 2004 la Chiesa cattolica in Senegal contava:
- 118 parrocchie;
- 382 preti;
- 694 suore religiose;
- 287 istituti scolastici;
- 356 istituti di beneficenza.

La popolazione cattolica ammontava a 535.244 cristiani, pari al 5,27% della popolazione.

## Nunziatura apostolica
La delegazione apostolica di Dakar, con giurisdizione su tutte le colonie francesi dell'Africa continentale ed insulare (ad eccezione delle regioni del Nordafrica), fu istituita il 22 settembre 1948 con il breve Expedit et Romanorum Pontificum di papa Pio XII.
Il 3 maggio 1960, in forza del breve Decet Nos di papa Giovanni XXIII, la delegazione apostolica di Dakar assunse il nome di delegazione apostolica dell'Africa Occidentale, con giurisdizione sui seguenti stati africani: Senegal, Alto Volta, Costa d'Avorio, Dahomey, Guinea, Mauritania, Niger, Sudan, Togo, Ghana, Gambia e Sierra Leone.
Il 27 novembre 1961 assunse il nome di internunziatura apostolica del Senegal in forza del breve Quantum utilitatis dello stesso papa Giovanni XXIII.
Il 14 marzo 1966 l'internunziatura fu elevata al rango di nunziatura apostolica con il breve Quo firmiores di papa Paolo VI.
Il nunzio del Senegal, la cui sede è a Dakar, è al contempo nunzio apostolico di Capo Verde e Guinea-Bissau, e delegato apostolico per la Mauritania.

### Delegati apostolici
- Marcel-François Lefebvre, C.S.Sp., arcivescovo titolare di Arcadiopoli di Europa (22 settembre 1948 - 9 luglio 1959)
- Émile André Jean-Marie Maury, arcivescovo titolare di Laodicea di Frigia (9 luglio 1959 - 28 dicembre 1961 nominato internunzio apostolico)

### Internunzio apostolico
- Émile André Jean-Marie Maury, arcivescovo titolare di Laodicea di Frigia (28 dicembre 1961 - 11 giugno 1965 nominato nunzio apostolico nella Repubblica Democratica del Congo, Ruanda e Burundi)

### Pro-nunzi apostolici
- Giovanni Benelli, arcivescovo titolare di Tusuro (11 giugno 1966 - 29 giugno 1967 nominato segretario per i Rapporti con gli Stati)
- Giovanni Mariani, arcivescovo titolare di Missua (16 ottobre 1967 - 11 gennaio 1975 nominato nunzio apostolico in Venezuela)
- Luigi Barbarito, arcivescovo titolare di Fiorentino (5 aprile 1975 - 10 giugno 1978 nominato pro-nunzio apostolico in Australia)
- Luigi Dossena, arcivescovo titolare di Carpi (24 ottobre 1978 - 30 dicembre 1985 nominato nunzio apostolico in Perù)
- Pablo Puente Buces, arcivescovo titolare di Macri (15 marzo 1986 - 31 luglio 1989 nominato nunzio apostolico in Libano)
- Antonio Maria Vegliò, arcivescovo titolare di Eclano (21 ottobre 1989 - dicembre 1994 nominato nunzio apostolico)

### Nunzi apostolici
- Antonio Maria Vegliò, arcivescovo titolare di Eclano (dicembre 1994 - 2 ottobre 1997 nominato nunzio apostolico in Libano e Kuwait e delegato apostolico nella Penisola Arabica)
- Jean-Paul Aimé Gobel, arcivescovo titolare di Galazia in Campania (6 dicembre 1997 - 31 ottobre 2001 nominato nunzio apostolico in Nicaragua)
- Giuseppe Pinto, arcivescovo titolare di Anglona (4 dicembre 2001 - 6 dicembre 2007 nominato nunzio apostolico in Cile)
- Luis Mariano Montemayor, arcivescovo titolare di Illici (19 giugno 2008 - 22 giugno 2015 nominato nunzio apostolico nella Repubblica Democratica del Congo)
- Michael Wallace Banach, arcivescovo titolare di Memfi (19 marzo 2016 - 3 maggio 2022 nominato nunzio apostolico in Ungheria)
- Waldemar Stanisław Sommertag, arcivescovo titolare di Maastricht, dal 6 settembre 2022

## Conferenza episcopale
Il Senegal non ha una Conferenza episcopale propria, ma l'episcopato senegalese è parte della Conferenza dei Vescovi del Senegal, della Mauritania, di Capo Verde e di Guinea-Bissau (Conférence des Evêques du Sénégal, de la Mauritanie, du Cap-Vert et de Guinée-Bissau).
Essa è membro della Regional Episcopal Conference of West Africa (RECOWA) e del Symposium of Episcopal Conferences of Africa and Madagascar (SECAM).
Elenco dei presidenti della Conferenza episcopale:
- Hyacinthe Thiandoum, arcivescovo di Dakar (1970 - 1987)
- Théodore-Adrien Sarr, vescovo di Kaolack e poi arcivescovo di Dakar (1987 - 2005)
- Jean-Noël Diouf, vescovo di Tambacounda (2005 - ottobre 2012)
- Benjamin Ndiaye, vescovo di Kaolack e poi arcivescovo di Dakar (ottobre 2012 - 18 novembre 2017)
- José Câmnate na Bissign, vescovo di Bissau (18 novembre 2017 - 15 novembre 2020)
- Arlindo Gomes Furtado, vescovo di Santiago de Cabo Verde (15 novembre 2020 - novembre 2024)
- Paul Abel Mamba Diatta, vescovo di Tambacounda, dal novembre 2024

Elenco dei vicepresidenti della Conferenza episcopale:
- José Câmnate na Bissign, vescovo di Bissau (2 ottobre 2012 - 18 novembre 2017)
- Paul Abel Mamba Diatta, vescovo di Ziguinchor e poi vescovo di Tambacounda (18 novembre 2017 - novembre 2024)
- André Gueye, vescovo di Thiès poi arcivescovo di Dakar, dal novembre 2024

Elenco dei secondi vicepresidenti della Conferenza episcopale:
- André Gueye, vescovo di Thiès (18 novembre 2017 - novembre 2024)
- Ildo Augusto Dos Santos Lopes Fortes, vescovo di Mindelo, dal novembre 2024

Elenco dei segretari generali della Conferenza episcopale:
- Presbitero Augustin Thiaw, dal 2019